# Томас, Сара
Сара Томас (англ. Sarah Thomas; род. 12 января 1981, Абердэр, Ронта, Кинон, Тав) — валлийская и британская хоккеистка на траве, полевой игрок. Бронзовый призёр летних Олимпийских игр 2012 года, участница летних Олимпийских игр 2008 года.

## Биография
Сара Томас родилась 12 января 1981 года в британском городе Абердэр.
Изучала физкультуру и спортивную науку в Эксетерском университете.
Начала заниматься хоккеем на траве в 13-летнем возрасте. Выступала за «Доулейс». В 2003—2011 годах играла за нидерландский «Роттердам», после чего вернулась в Великобританию.
Выступала за сборную Уэльса среди девушек до 16 лет, а затем за юниорскую и молодёжную сборные. В 1997 году дебютировала в женской сборной Уэльса. В 2010 году в её составе участвовала в хоккейном турнире Игр Содружества в Нью-Дели, где валлийки заняли 7-е место, была капитаном команды. В том же году завершила выступления за сборную Уэльса.
В 2008 году вошла в состав женской сборной Великобритании по хоккею на траве на летних Олимпийских играх в Пекине, занявшей 6-е место. Играла в поле, провела 6 матчей, забила 1 мяч в ворота сборной Аргентины.
В 2011 году завершила клубную карьеру.
В 2012 году в составе женской сборной Великобритании завоевала серебряную медаль Трофея чемпионов в Росарио.
В том же году вошла в состав женской сборной Великобритании по хоккею на траве на летних Олимпийских играх в Пекине и завоевала бронзовую медаль. Играла в поле, провела 7 матчей, забила 2 мяча (по одному в ворота сборных Японии и Новой Зеландии).
В 2013 году завершила игровую карьеру.